# Стари муцуни
„Стари муцуни“ е българска рок група, създадена през 1991 година в София.
Формацията е определяна от типа на т.нар. супергрупи, бидейки съставена от известни и утвърдени музикални изпълнители. Сред популярните песни на групата са „Бира, секс и рокендрол“, „Мързелив бирен ден“, „Купонът тече“, „Кръчмата на Спас“.

## История на групата
Идеята за сформирането на групата е на Георги Минчев и под това име те дебютират на 1 юни 1991 година в клуб „113+“ при Софийския университет. Музикантите съчетават другите си ангажименти с тези на „Стари муцуни“ изглеждайки, че при тях „купонът винаги тече“. През 1994 издават албума си „Бира, секс и рокендрол“. Групата е активна до края на 90-те години, когато е напусната от Пеци Гюзелев.
През 2002 г., след смъртта на Георги Минчев, групата издава още един албум, озаглавен „Светлината“. Вокалист в него е Валди Тотев, който продуцира и албума. На концертите на Стари муцуни пее друг известен рок певец – Вили Кавалджиев. Скоро след издаването на албума, групата прекратява съществуването си.

## Състав
- Георги Минчев – вокал и автор на текстовете (1991 – 2001)
- Пеци Гюзелев – китара, композитор от Щурците (1991 – 1999)
- Георги Марков – барабани от Щурците (1999 – 2002)
- Иван Лечев – китара от ФСБ (1991 – 2002)
- Ивайло Крайчовски – бас от ФСБ (1991 – 2002)
- Валди Тотев – вокал и клавишни от Щурците (2001 – 2002)

## Албуми
- 1994 Бира, секс и рокендрол
- 2002 Светлината